# Pier Francesco Mola
Pier Francesco Mola (getauft am 9. Februar 1612 in Coldrerio, Tessin; † 13. Mai 1666 in Rom) war ein römischer Barockmaler, der aus dem Tessin stammte.

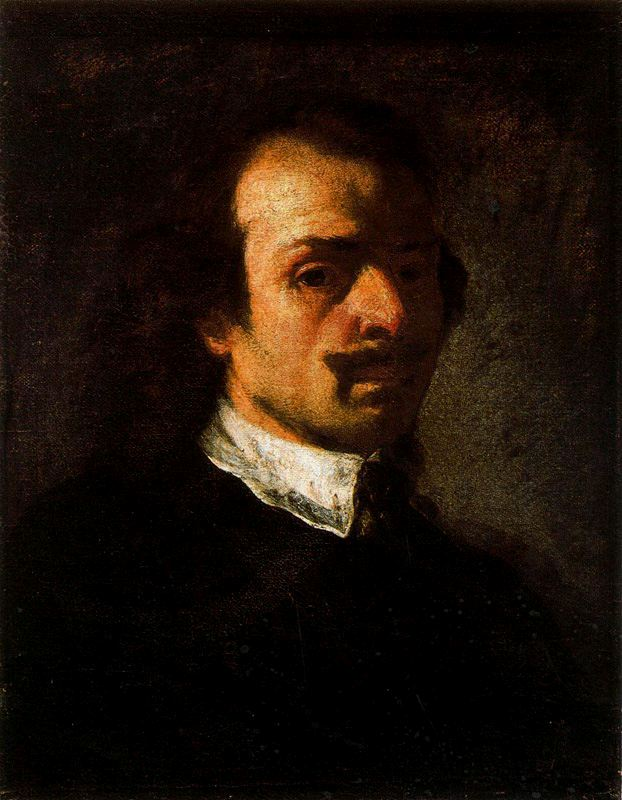
Pier Francesco Mola: Selbstbildnis (Uffizien, Florenz)

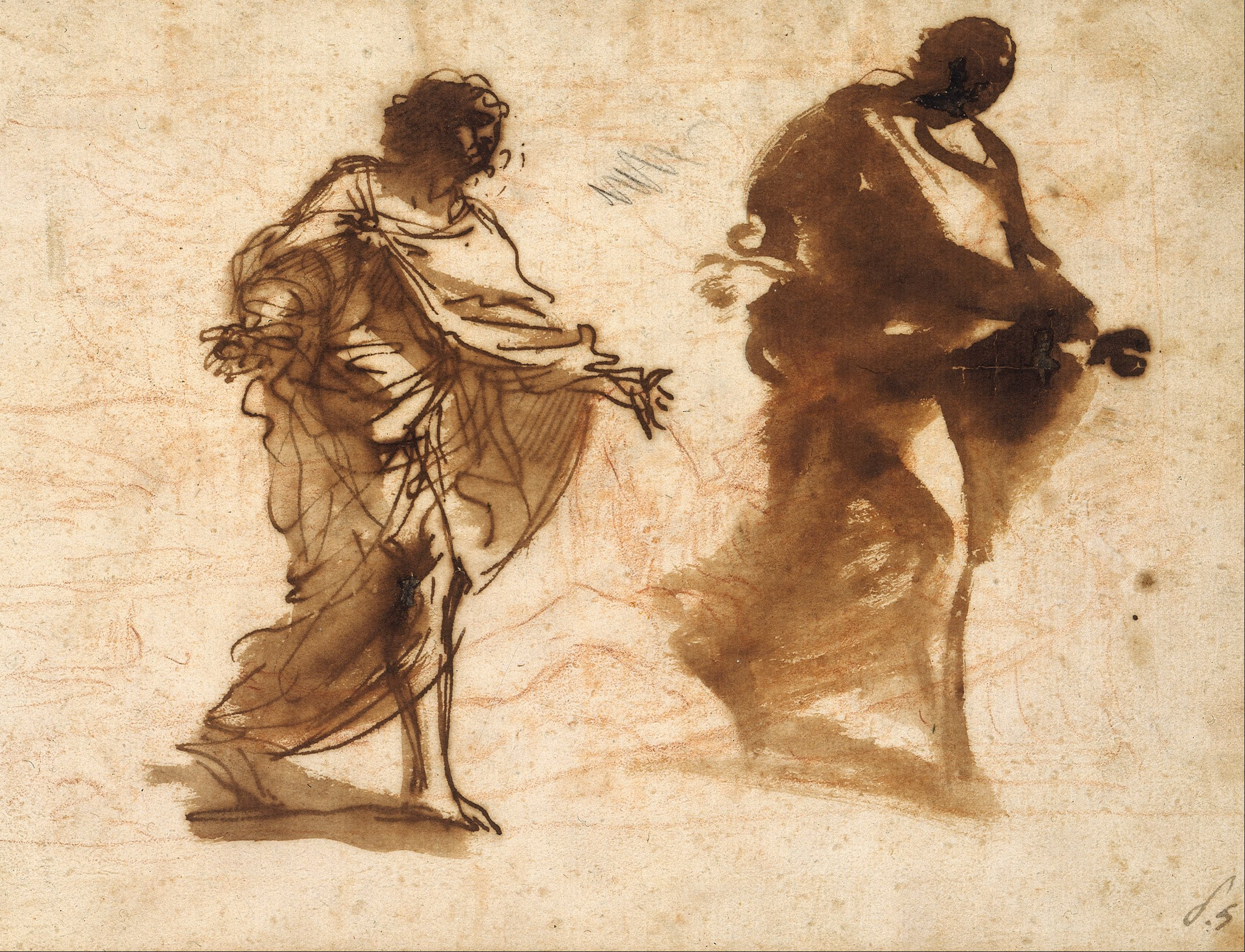
Pier Francesco Mola: Zwei Studien zu Josef

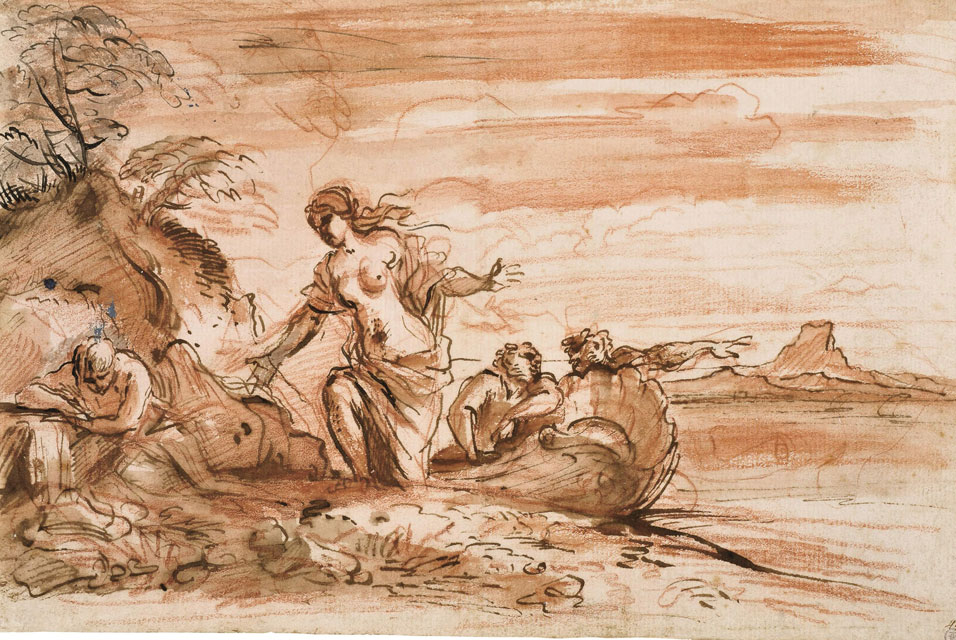
Pier Francesco Mola: Venus rettet Äneas

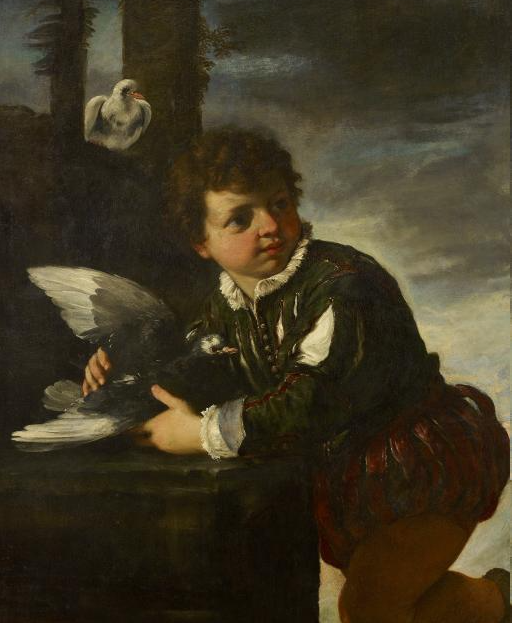
Pier Francesco Mola: Junge mit einer Taube, Ontario Art Gallery, 1650/55

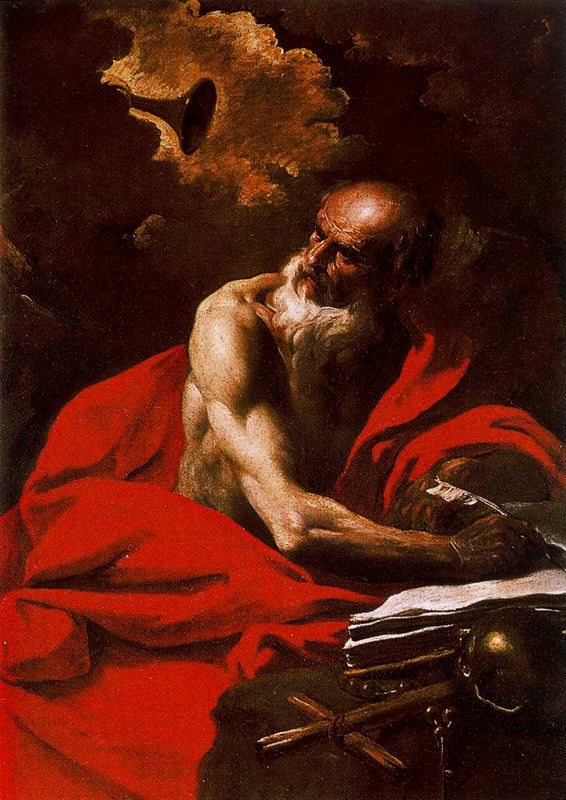
Pier Francesco Mola: San Girolamo, Vatikanische Pinakothek

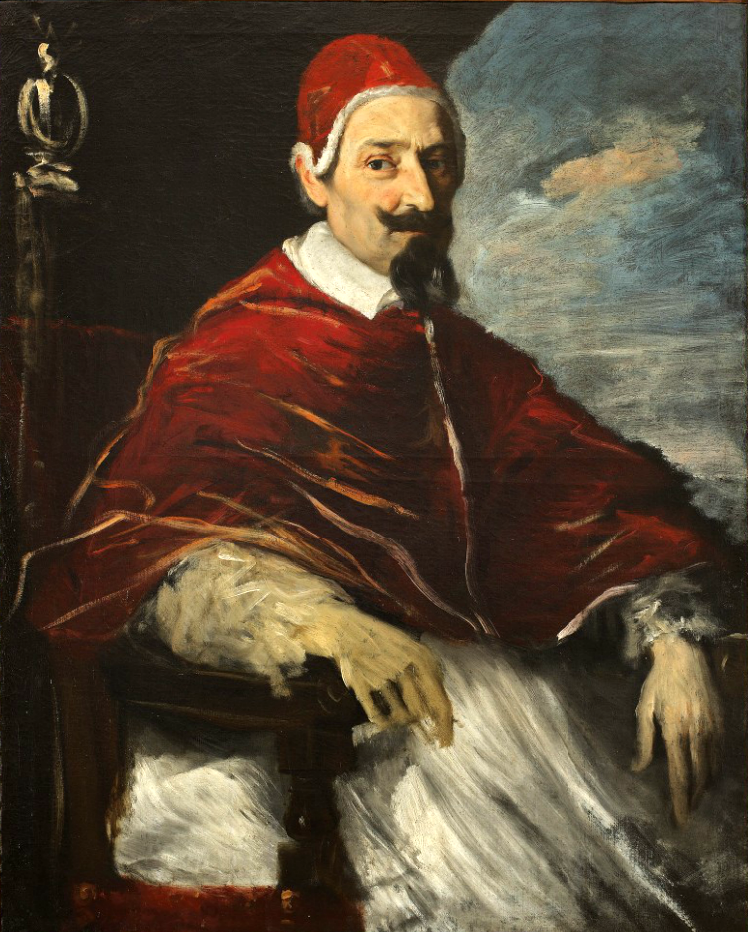
Pier Francesco Mola: Porträt von Papst Alessandro VII Chigi, Privatsammlung, Kirchenstaat

## Leben
Pier Francesco Mola war Sohn des Architekten Giovanni Battista, der 1616 aus dem Tessin nach Rom zog. Pier Francesco Mola wurde bei Giuseppe Cesari in der Malerei ausgebildet. Von seinem Werdegang in den ersten Berufsjahren ist wenig überliefert. Ab 1633 begleitete er seinen Vater bei dessen Arbeiten in Norditalien und arbeitete längere Zeit in Venedig und in Bologna und nahm die Entwicklungen in der Malerei auf. 1637 zeichnete er in Lucca den Maler und Radierer Pietro Testa. In seinem Geburtsort erhielt er 1641 den Auftrag für drei Fresken im Oratorio Madonna del Carmelo. Zwei Jahre lang war er in Bologna Assistent bei Francesco Albani.
Er kehrte 1647 endgültig nach Rom zurück, wo er in den Haushalt der Familie des Kardinals Camillo Pamphilj, Neffe des Papstes Innozenz X., eintrat. Möglicherweise hat er 1651/52 Fresken im Familienpalast der Pamphilj in Nettuno ausgeführt.
Er war einer der Künstler, die den riesigen Palazzo Doria Pamphilj in Valmontone ausmalen sollten, geriet aber 1659 wegen der Ausführung mit dem fürstlichen Auftraggeber in langwierige gerichtliche Auseinandersetzungen, die er schließlich 1664 verlor.
Mola erhielt 1656 von Papst Alexander VII. den Auftrag für das Fresco Josef gibt sich seinen Brüdern zu erkennen in der Sala Gialla des Quirinalspalasts, was heute als sein Hauptwerk angesehen wird. Zu seinen Auftraggebern gehörte auch Christina von Schweden, die sich nach ihrem Übertritt zum Katholizismus seit 1655 in Rom aufhielt. Eine Einladung an den französischen Hof als Begleiter des Kardinals Flavio Chigi konnte er wegen einer Erkrankung nicht antreten.
Mola wurde 1655 in die Künstlergilde Accademia di San Luca aufgenommen, das Amt des Princeps übte er 1662/63 allerdings nur für ein Jahr aus, auch hier hinderte ihn seine Erkrankung.
Bilder von Mola befinden sich heute außer in Rom auch in den großen Gemäldegalerien in London, New York und Los Angeles, seine Zeichnungen hat der Louvre gesammelt, befinden sich aber vornehmlich im Bestand der Kunstakademie Düsseldorf, deren Gründer Lambert Krahe seine in Italien erworbenen Kunstobjekte 1778 an die bergischen Landstände verkauft hatte, darunter auch ein Konvolut mit Zeichnungen Molas.